# Omloop Eurometropool
Die Omloop Eurometropool war ein belgisches Straßenradrennen.
Der Wettbewerb wurde erstmals 2017 als Eintagesrennen am Vortag der Tour de l’Eurométropole mit Start in Nieuwpoort und Ziel in Poperinge ausgetragen. Es war Teil der UCI Europe Tour in Kategorie 1.1.

## Sieger
- 2017  André Greipel